# Spantax-Flug 275
Koordinaten: 28° 29′ 1″ N, 16° 20′ 36″ W
Der Spantax-Flug 275 (BX 275) war ein Charterflug der spanischen Fluggesellschaft Spantax vom Flughafen Los Rodeos auf Teneriffa zum Flughafen München-Riem. Am 3. Dezember 1972 stürzte das Flugzeug vom Typ Convair 990 Coronado kurz nach dem Start offenbar in Folge eines Steuerungsfehlers der Piloten ab. Alle 155 Insassen kamen dabei ums Leben.

## Unfall

### Flugzeug
Bei dem Flugzeug mit dem Luftfahrzeugkennzeichen EC-BZR handelte es sich um eine Convair CV-990-30A-5 Coronado des Herstellers Convair mit der individuellen Werknummer 25, die mit 4 CJ805-23-Triebwerken von General Electric ausgerüstet war. Das Flugzeug hatte 1962 seinen Erstflug absolviert und brachte es zum Zeitpunkt des Unfalls auf 24.161 Flugstunden. Spantax hatte das Flugzeug erst am 7. Mai 1972 von American Airlines übernommen. Beim Start der Maschine betrug das Abfluggewicht etwa 111 Tonnen.

### Unfallhergang
Die Convair startete in Los Rodeos mit einer Besatzung von 7 Personen und 148 Passagieren um 06:45 Uhr Ortszeit. Auf einer Höhe von 300 Fuß (ca. 90 Meter) begann das Flugzeug eine Richtungsänderung und stürzte kurz darauf unkontrolliert zu Boden, wo es etwa 325 Meter hinter der Startbahn aufschlug. Keiner der 155 Insassen überlebte den Unfall. Zum Zeitpunkt des Unfalls herrschte im Bereich des Flughafens dichter Nebel; die Sicht betrug nahezu Null. Der Unfall war der schwerwiegendste in der Geschichte der spanischen Luftfahrt, bis zu der sich am selben Flughafen ereignenden Flugzeugkollision zwischen zwei Boeing 747 im März 1977.

### Ermittlungen
Die Ermittlungen wurden von den damals zuständigen spanischen Polizeibehörden geleitet. Vertreter des bundesdeutschen Luftfahrt-Bundesamtes konnten die Absturzstelle zwar kurz besichtigen, wurden jedoch nicht an den weitergehenden Ermittlungen beteiligt. Da Augenzeugen einen Feuerschein in der Luft wahrgenommen hatten, gingen die Ermittler zunächst von einem Triebwerksbrand oder einem Sabotageakt aus. Das offizielle Untersuchungsergebnis ergab dagegen einen Pilotenfehler, verbunden mit sichtbedingten Orientierungsschwierigkeiten als Ursache. Demgemäß habe das Flugzeug erst am Boden Feuer gefangen, dessen Widerschein in den niedrigen Wolken durch Beobachter als Brand in der Luft wahrgenommen wurde.

### Besatzung
Bei der siebenköpfigen Besatzung des Flugzeuges handelte es sich um drei spanische Cockpitmitglieder, drei spanische Stewardessen und eine deutsche Stewardess. Der Kapitän Daniel Núñez (* 1940) war ab 1966 für Spantax im Dienst gewesen. Der Kopilot Francisco Saavedra (* 1936) hatte sein Arbeitsverhältnis bei Spantax im Juli 1972 begonnen, während der Flugingenieur José Alberto Sanz (* 1942) zwei Jahre für die Fluggesellschaft tätig gewesen war.

### Passagiere
Bei den 148 Passagieren handelte es sich um überwiegend aus Bayern stammende Omnibusunternehmer und deren Angehörige, deren Reise durch den Landesverband Bayerischer Omnibusunternehmer über Condor gebucht worden war. Zuvor hatten sie an einer Kreuzfahrt teilgenommen. Drei der Passagiere hatten die österreichische, zwei die italienische Staatsbürgerschaft. Ein Ehepaar war kurzfristig vom Flug zurückgetreten; ein weiterer Teilnehmer der Reisegruppe hatte offenbar verschlafen und den Flug nicht rechtzeitig erreicht. Im Jahre 1972 hatte Spanien den deutschen Reiseveranstaltern zur Auflage gemacht, 30 Prozent ihrer Spanien-Touristen mit spanischen Fluggesellschaften zu befördern, weshalb Spantax als Vertragsnehmer einen Teil der Flüge durchführte.

### Konsequenzen
Unmittelbare Konsequenzen ergaben sich aus diesem Unfall als bis dahin erstem schweren Zwischenfall der Fluggesellschaft Spantax auf einer Flugstrecke nach Deutschland nicht. Bereits am Folgetag setzte die Fluggesellschaft die Beförderung deutscher Pauschalurlauber von und nach Teneriffa fort.
Allerdings kam es in den folgenden Jahren immer wieder zu ernsten Zwischenfällen, die im Herbst 1983 die drei Pauschaltouristik-Unternehmen TUI, ITS und NUR dazu bewogen, die Verträge mit Spantax nicht mehr zu verlängern, da deutsche Touristen das Vertrauen in die Sicherheit der Airline verloren hatten. Lediglich Clipper-Flugreisen in Stuttgart nahm danach als letzter deutscher Reiseanbieter Spantax-Flüge nach Spanien in sein Programm auf. Von diesem weitgehenden Wegfall eines ihrer wichtigsten Märkte konnte sich die Gesellschaft nie wieder erholen und stellte im März 1988 ihren Betrieb ein.
Infolge der Probleme bei der Identifizierung der Opfer wurde die Identifizierungskommission des Bundeskriminalamtes (BKA) gebildet.